# رابیدها
رابیدها  که با نام رابیدهای دیوانه یا ریوینگ رابیدها یا ریوینگ رابیدز (به انگلیسی: Raving Rabbids؛ به فرانسوی: Lapins Crétins) نیز شناخته می شود، یک فرنچایز چندرسانه‌ای است که توسط یوبی‌سافت توسعه و منتشر شده است. این مجموعه در ابتدا به‌عنوان یک بازی ویدئویی اسپین‌آف از سری بازی‌های ویدیویی ریمن، با نام ریمن ریوینگ رابیدها در سال ۲۰۰۶ منتشر شد. رابیدها بر روی گونه‌ای خیالی از موجودات شبیه خرگوش متمرکز است که هرازگاهی که هجوم آدرنالین را تجربه می‌کنند، چرند صحبت می‌کنند و فریاد می‌زنند. اکثر بازی‌های ویدیویی این فرنچایز از سبک بازی‌های ویدیویی پارتی هستند، اگرچه ژانرهای دیگر نیز مورد بررسی قرار گرفته‌اند.
رابیدها در ابتدا به عنوان آنتاگونیست در سری بازی های ریمن معرفی شدند. محبوبیت شخصیت‌ها، به کمک ویدیوهای ویروس‌وار و حضور در رسانه‌ها، باعث شد ریوینگ رابیدز به فرنچایز جداگانه خود تبدیل شود و نام ریمن را در سال ۲۰۰۹ در بازی رابیدها به خانه می روند حذف کند.
رابیدها در رسانه‌های توسعه‌یافته دیگری مانند یک برنامه تلویزیونی و یک فیلم سینمایی در حال توسعه ظاهر شده‌اند و همچنین در دیگر بازی‌های یوبی‌سافت به عنوان مهمان حضور داشته‌اند. تا ژوئن ۲۰۱۹، این سری بیش از ۲۰ میلیون دستگاه در سراسر جهان فروخته است.

## بازی ها
| سال  | عنوان                                     | توسعه دهندگان                            | بستر، زمینه)                                                                 |
| ---- | ----------------------------------------- | ---------------------------------------- | ---------------------------------------------------------------------------- |
| ۲۰۰۶ | ریمن ریوینگ رابیدها (نسخه دستی)           | یوبی‌سافت مون‌پلیه، یوبی‌سافت صوفیه         | مایکروسافت ویندوز، اکس‌باکس ۳۶۰، پلی‌استیشن ۲، وی، گیم بوی ادونس، نینتندو دی‌اس |
| ۲۰۰۷ | ریمن ریوینگ رابیدها ۲                     | یوبی‌سافت پاریس                           | مایکروسافت ویندوز، وی، نینتندو دی‌اس                                          |
| ۲۰۰۸ | ریمن ریوینگ رابیدها: تی‌وی پارتی           | یوبی‌سافت پاریس                           | وی، نینتندو دی‌اس                                                             |
| ۲۰۰۹ | رابیدها به خانه می روند                   | یوبی‌سافت مون‌پلیه، یوبی‌سافت صوفیه         | مایکروسافت ویندوز، وی، نینتندو دی‌اس                                          |
| ۲۰۱۰ | ریوینگ رابیدها: سفر در زمان               | یوبی‌سافت پاریس، یوبی‌سافت کازابلانکا      | وی، نینتندو ۳دی‌اس                                                            |
| ۲۰۱۰ | رابیدها به تلفن می‌روند                    | یوبی‌سافت                                 | آی‌اواس                                                                       |
| ۲۰۱۱ | ریوینگ رابیدها: زنده و کینکت              | یوبی‌سافت میلان ، یوبی‌سافت پاریس          | اکس‌باکس ۳۶۰                                                                  |
| ۲۰۱۱ | ریوینگ رابیدها: پارتی کالکشن (همراه ریمن) | (مجموعهٔ رابیدها، رابیدها ۲ و تی‌وی پارتی) | وی                                                                           |
| ۲۰۱۲ | رابیدزلند                                 | یوبی‌سافت پاریس                           | وی یو                                                                        |
| ۲۰۱۲ | رابیدها رامبل                             | بازی های سرسخت                           | نینتندو ۳دی‌اس                                                                |
| ۲۰۱۳ | رابیدز بیگ بنگ                            | یوبی‌سافت میلان، یوبی‌سافت پاریس           | آی‌اواس، اندروید، ویندوز فون                                                  |
| ۲۰۱۴ | تهاجم رابیدها: نمایش تلویزیونی تعاملی     | یوبی‌سافت بارسلونا                        | اکس‌باکس ۳۶۰، اکس‌باکس وان، پلی‌استیشن ۴                                        |
| ۲۰۱۶ | قهرمانان رابیدها                          | یوبی‌سافت                                 | آی‌اواس، اندروید                                                              |
| ۲۰۱۷ | رابیدز کریزی راش                          | یوبی‌سافت                                 | آی‌اواس، اندروید                                                              |
| ۲۰۱۷ | نبرد پادشاهی ماریو + رابیدها              | یوبی‌سافت میلان، یوبی‌سافت پاریس           | نینتندو سوئیچ                                                                |
| ۲۰۱۷ | رابیدهای مجازی: نقشهٔ بزرگ                 | یوبی‌سافت                                 | اندروید                                                                      |
| ۲۰۱۸ | ماریو + رابیدها: ماجرای دانکی کونگ (DLC)  |                                          | نینتندو سوئیچ                                                                |
| ۲۰۱۹ | رابیدز کدینگ!                             | یوبی‌سافت                                 | مایکروسافت ویندوز                                                            |
| ۲۰۲۰ | نژاد وحشی رابیدها                         | یوبی‌سافت                                 | مرورگر                                                                       |
| ۲۰۲۱ | وحشت آتشفشان رابیدها                      | یوبی‌سافت                                 | مرورگر                                                                       |
| ۲۰۲۱ | رابیدها: ادونچر پارتی (انحصاری چین)       | یوبی‌سافت چنگدو                           | نینتندو سوئیچ                                                                |
| ۲۰۲۲ | ماریو + رابیدها: جرقه‌های امید             | یوبی‌سافت                                 | نینتندو سوئیچ                                                                |